# Weissia crispa
Weissia crispa là một loài Rêu trong họ Pottiaceae. Loài này được (Hedw.) Mitt. miêu tả khoa học đầu tiên năm 1851.